# Loophole
Loophole är en fantasivärld som finns i två böcker av Niklas Krog. De handlar om den lilla flickan Yumi och hennes lilla grisdrake Aruru som ska hindra Voidsköldpaddorna att få tag i trollkonstboken Runbindaren som kan släcka allt ljus i hela Loophole. Yumi träffar en trevlig pojke som kallas Tux. Yumi tror inte att hon kan klara detta men det gör hon. Yumi har rött hår och fräknar.
Världen har även varit plats för ett datorspel.